# 경제 문제
경제 문제(economic problem)에 대한 내용이다.
사회 체계의 한 유형인 경제체제는 세 가지 근본적인 경제 문제에 직면하고 해결해야 한다.
- 어떤 종류와 수량의 재화를 생산해야 하는가? "대체 상품과 서비스는 얼마만큼, 어떤 상품을 생산해야 하는가?"[2]
- 상품은 어떻게 생산되는가? ..누구에 의해, 어떤 자원으로(어떤 기술을 사용하여)...?"[2]
- 누구를 위해 상품이나 서비스가 생산되는가? 누가 혜택을 받는가? 폴 새뮤얼슨은 이 질문을 "국가 생산의 총계가 어떻게 다양한 개인과 가족에게 분배될 것인가?"로 바꿔 표현했다.[2]

경제체제는 여러 가지 방법으로 이러한 문제를 해결한다. "... 관습과 본능에 의해, 명령과 중앙 통제(계획 경제에서)에 의해, 그리고 혼합 경제에서 "...시장 신호와 정부 지시를 모두 사용하여 상품과 자원을 할당한다. "후자는 시장 경제 요소와 계획 경제 요소, 자유 시장과 국가 개입, 민간 기업과 공기업을 혼합한 경제 시스템으로 다양하게 정의된다."
폴 새뮤얼슨은 주류 경제 사상의 "정규 교과서"인 경제학(Economics)에서 "경쟁 시장에서 수요와 공급을 통해 작동하는 가격 메커니즘은 혼합 민간 기업 시스템의 세 가지 근본적인 문제에 (동시에) 답하기 위해 작동한다..."라고 썼다. 경쟁균형에서는 사회가 재화에 부여하는 가치는 그것을 생산하기 위해 포기한 자원의 가치와 동일하다(한계편익은 한계비용과 같습니다). 이는 배분 효율성을 보장한다. 사회가 상품의 다른 단위에 부여하는 부가 가치는 사회가 상품을 생산하기 위해 자원에서 포기해야 하는 가치와 동일하다.
이러한 문제에 대한 해결은 '경제기관 생활의 근본적인 사실' 때문에 중요하다.
“경제적 문제, 즉 “생계를 위한 투쟁”은 지금까지 인류, 즉 인류뿐만 아니라 생명의 시작부터 가장 원시적인 생물학적 왕국 전체의 일차적이고 가장 시급한 문제였다. — 새뮤얼슨, 경제학, 11판, 1980

## 같이 보기
- 완전 고용
- 탈희소성
- 역성장
- 빈곤